# 青木孝平
青木 孝平（あおき こうへい、1953年 - ）は、日本の経済学者・法学者・社会哲学者。鈴鹿医療科学大学保健衛生学部放射線技術科学科教授。法学修士（早稲田大学）、博士（経済学）（東北大学・論文博士・1994年）。経済理論、法思想、社会哲学を統合する相関社会科学を研究。降旗節雄を通じて宇野経済学を学び、マルクスをコミュニタリアニズムの規範理論として読み替えた。廣松渉の共同主観性や関係主義の哲学を評価し、分析的マルクス主義やアソシエーショニズムはリベラリズムの方法論的個人主義と同じであると批判した。近年は、マルクスから仏教の中観理論や現象学の他者論にまで研究の幅を広げている。

## 略歴
- 1953年 三重県津市生まれ。
- 1975年 早稲田大学法学部卒業。
- 1977年 早稲田大学大学院法学研究科修士課程修了。
- 1984年 早稲田大学法学研究科博士課程単位取得。
- 1994年 東北大学から博士（経済学）。
- 神奈川工科大学、三重大学などの講師、鈴鹿医療科学大学助教授を経て、2003年から教授。

## 所属学会
- 経済理論学会
- 社会思想史学会
- 日本法哲学会
- 日本法社会学会

## 著作
単著
- 『資本論と法原理――所有権法の構造』 論創社、1984年
- 『ポスト・マルクスの所有理論――現代資本主義と法のインターフェイス』 社会評論社、1992年
- 『コミュニタリアニズムへ――家族・私的所有・国家の社会哲学』 社会評論社、2002年
- 『コミュニタリアン・マルクス――資本主義批判の方向転換』 社会評論社、2008年
- 『「他者」の倫理学――レヴィナス、親鸞、そして宇野弘蔵を読む』 社会評論社、2016年
- 『経済と法の原理論――宇野弘蔵の法律学』 社会評論社、2019年
- 『家族・私的所有・国家の社会哲学――マルクス理論の臨界点』 社会評論社、2021年

編著
- 『天皇制国家の透視――日本資本主義論争Ⅰ』 社会評論社、1990年

共著
- 『法社会学研究』 三嶺書房、1985年 栗本慎一郎編著
- 『権利の動態 1』 有斐閣、1986年 日本法社会学会編
- 『唯物史観と国家論』 講談社学術文庫、1989年 廣松渉著
- 『クリティーク経済学論争――天皇制国家からハイテク社会まで』 社会評論社、1990年 降旗節雄編
- 『現代法社会学の諸問題――黒木三郎先生古稀記念 上』 民事法研究会、1992年 黒木三郎先生古稀記念論文集刊行委員会編
- 『法学─―人権・くらし・平和』 敬文堂、1993年 曽我英雄・上野達彦編著
- 『ぼくたちの犯罪論――クロストーク刑法学解体新書』 白順社、1993年 佐藤直樹編著
- 『マルクス主義改造講座』 社会評論社、1995年 降旗節雄編著
- 『社会と法─―法社会学への接近』 法律文化社、1995年 黒木三郎ほか編
- 『エンゲルスと現代』 御茶の水書房、1995年 杉原四郎ほか編
- 『マルクス・カテゴリー事典』 青木書店、1998年 マルクス・カテゴリー事典編集委員会編
- 『マルクス理論の再構築――宇野経済学をどう活かすか』 社会評論社、2000年 降旗節雄・伊藤誠編
- 『新マルクス学事典』 弘文堂、2000年 的場昭弘ほか編
- 『市場経済と共同体――ポスト資本主義をめぐって』 社会評論社、2006年 降旗節雄編著
- 『コミュニタリアニズムのフロンティア』 勁草書房、2012年 小林正弥・菊池理夫編著
- 『現代社会学事典』 弘文堂、2012年 見田宗介・大澤真幸編